# Hvidsidemarsvin
Hvidsidemarsvinet også kendt som Dalls marsvin (Phocoenoides dalli) er et medlem af marsvinefamilien under tandhvalerne. Arten er den eneste indenfor slægten phocoenoides. Dyret bliver 1,7-2,2 m langt og vejer 135-220 kg. Det er dermed den største marsvineart. Et hvidsidemarsvin kan leve op til 15 år. Dyret er udbredt i det nordlige Stillehav.